# Favorinus
Favorinus es un género de moluscos nudibranquios de la familia Facelinidae.

## Especies
El Registro Mundial de Especies Marinas reconoce las siguientes especies en el género:
- Favorinus auritulus Er. Marcus, 1955
- Favorinus blianus Lemche & Thompson, 1974
- Favorinus branchialis (Rathke, 1806)
- Favorinus elenalexiae Garcia F. & Troncoso, 2001
- Favorinus ghanensis Edmunds, 1968
- Favorinus japonicus Baba, 1949
- Favorinus mirabilis Baba, 1955
- Favorinus pacificus Baba, 1937
- Favorinus pannuceus Burn, 1962
- Favorinus perfoliatus Baba, 1949
- Favorinus tsuruganus Baba & Abe, 1964
- Favorinus vitreus Ortea, 1982

Especies cuya validez taxonómica es incierta o disputada entre expertos:
- Favorinus amoena Risbec, 1930 (taxon inquirendum)
- Favorinus gouaroi (Risbec, 1928) (taxon inquirendum)

Especies cuyo nombre ha dejado de ser aceptado por sinonimia:
- Favorinus albidus Iredale & O'Donoghue, 1923 aceptada como Favorinus branchialis (Rathke, 1806)
- Favorinus albus Odhner, 1914 aceptada como Dicata odhneri Schmekel, 1967
- Favorinus horridus Macnae, 1954 aceptada como Phyllodesmium horridum (Macnae, 1954)

## Galería

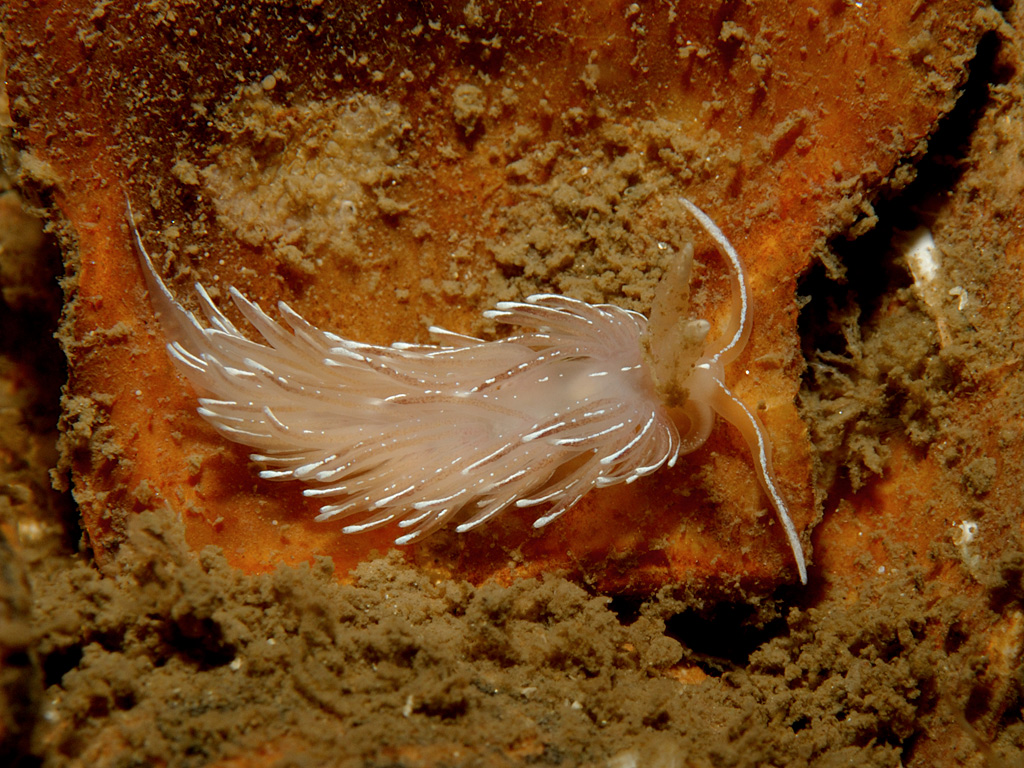
Favorinus blianus
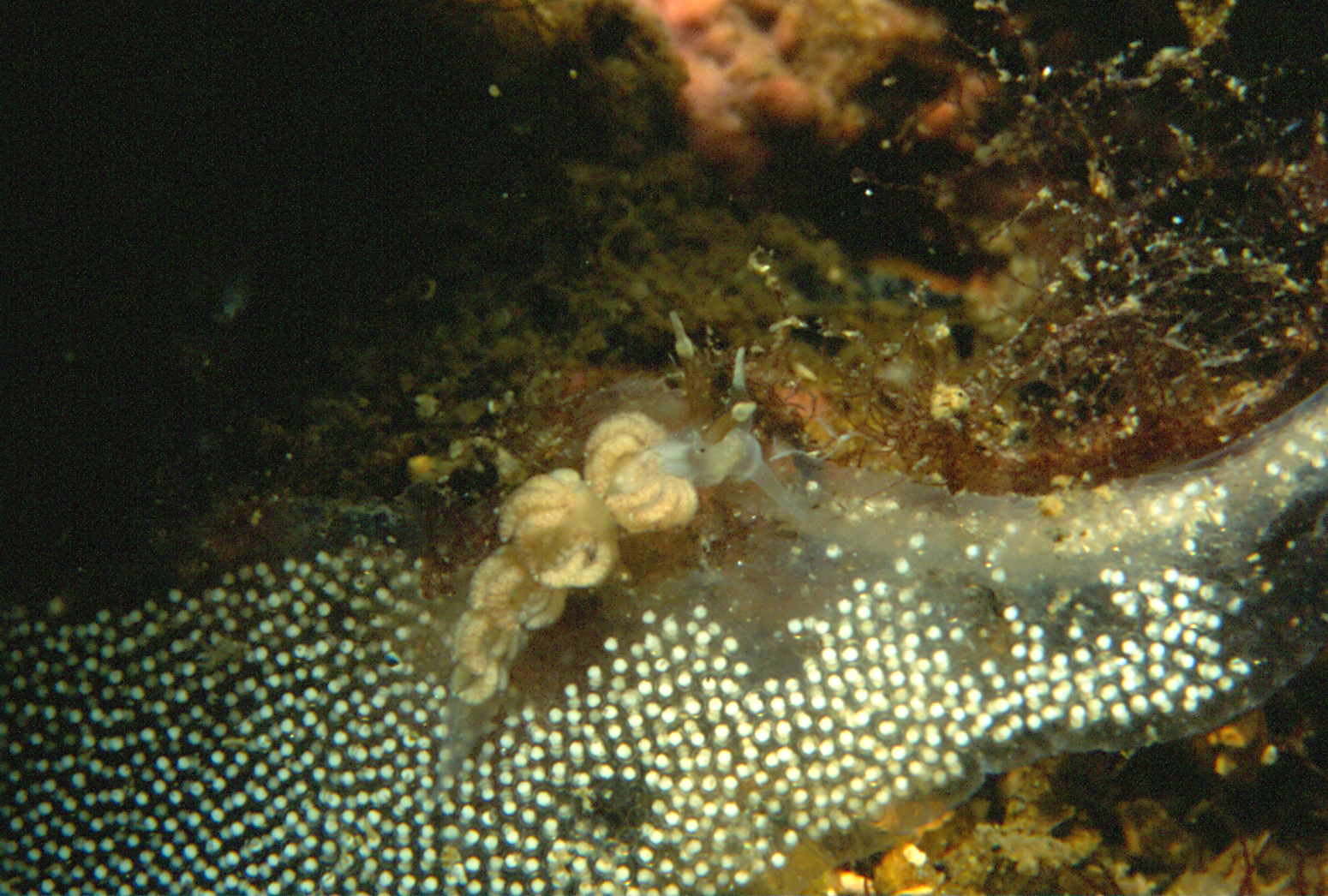
Favorinus branchialis
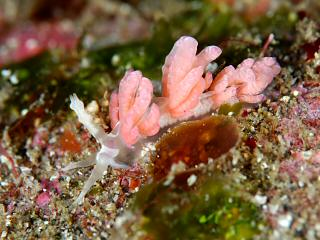
Favorinus japonicus
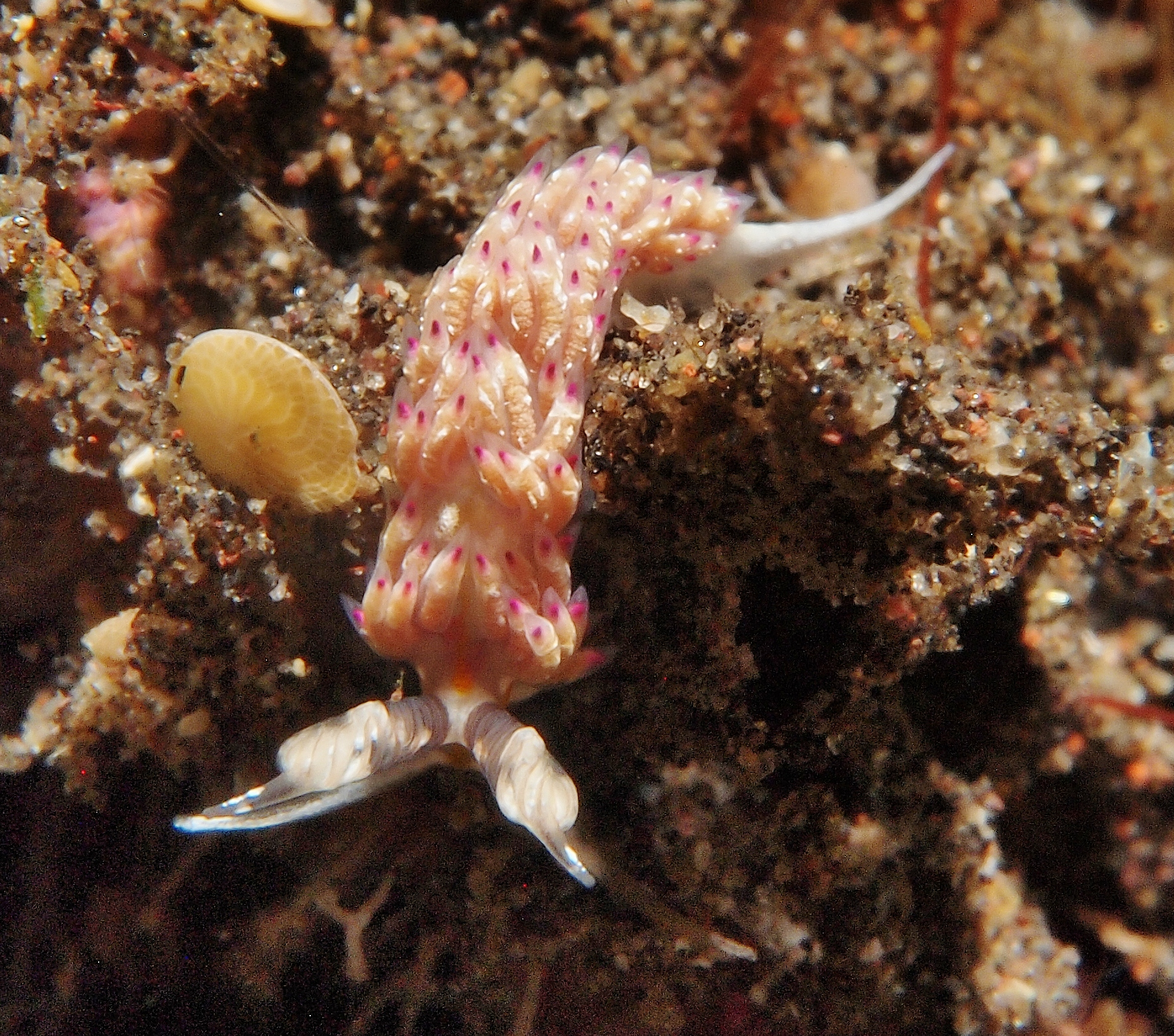
Favorinus pacificus
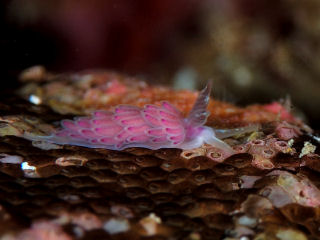
Favorinus perfoliatus
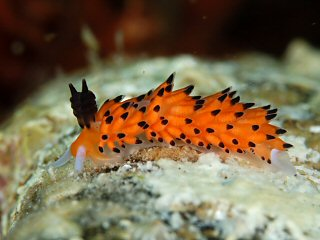
Favorinus tsuruganus

## Morfología
El género se caracteriza por tener el cuerpo alargado; las esquinas del pie largas y tentaculiformes; la cola ahusada hacia atrás; un par de largos tentáculos orales; los rinóforos pueden ser lisos, perfoliados, o con uno a tres abultamientos, dependiendo de la especie; las cerata, o papillae branquiales, están dispuestas en grupos a los lados del notum, o manto, conteniendo más cerata el primer grupo anterior y decreciendo el número de las mismas los situados en la parte posterior; el ano está situado lateralmente, aproximadamente en la mitad del cuerpo; las placas de la mandíbula tienen en su extremo hileras de dentículos espinosos; los dientes radulares están ajustadamente en forma de V, y pueden tener, o no, dentículos laterales; y el pene, de forma cónica, no está armado.
Sus tamaños oscilan de 10 a 25 mm de largo.

## Reproducción
Son ovíparos y hermafroditas simultáneos, que cuentan con órganos genitales femeninos y masculinos: receptáculo seminal, bursa copulatrix o vagina, próstata y pene. No obstante, no pueden autofertilizarse, por lo que necesitan copular con otro individuo para ello. Las masas de huevos son espirales conteniendo 2 o 3 hileras de huevos blancos. Los huevos eclosionan larvas planctónicas velígeras que desarrollan a la forma adulta.

## Alimentación
Son predadores carnívoros, alimentándose principalmente de huevos de otros opistobranquios, como Pleurobranchaea japonica u Onchidoris bilamellata, aunque se reporta que también se alimentan de briozoos como Bugula fulva y Bugula fastigiata, en las estaciones invernales en las que escasean los huevos de otras babosas.

## Hábitat y distribución
Estas pequeñas babosas marinas se distribuyen por los océanos Atlántico, incluido el mar Mediterráneo, Índico y Pacífico, desde las costas africanas hasta California, y al norte hasta Japón.
Habitan aguas templadas y tropicales, en un rango de profundidad entre 0 y 46 m. Se localizan en fondos arenosos y rocosos, y en piscinas intermareales, principalmente de arrecifes de coral.